# El Mirage
El Mirage – miasto (zał. w 1951) w Stanach Zjednoczonych, w stanie Arizona, w hrabstwie Maricopa.